# Laguna Salada (kommunhuvudort)
Laguna Salada är en kommunhuvudort i Dominikanska republiken.   Den ligger i kommunen Laguna Salada och provinsen Valverde, i den nordvästra delen av landet, 170 km nordväst om huvudstaden Santo Domingo. Laguna Salada ligger 92 meter över havet och antalet invånare är 7 601.
Terrängen runt Laguna Salada är platt åt sydväst, men åt nordost är den kuperad. Runt Laguna Salada är det ganska tätbefolkat, med 185 invånare per kvadratkilometer. Närmaste större samhälle är Mao, 11,0 km söder om Laguna Salada. Omgivningarna runt Laguna Salada är en mosaik av jordbruksmark och naturlig växtlighet.